# В’язовна (Ульяновський район)
В’язовна (рос. Вязовна) — присілок в Ульяновському районі Калузької області Російської Федерації.
Населення становить 45 осіб. Входить до складу муніципального утворення Село Ульяново.

## Історія
Від 2004 року входить до складу муніципального утворення Село Ульяново

## Населення
| 2002 | 2010 |
| ---- | ---- |
| 40   | ↗45  |